# 결합 쌍둥이
결합 쌍둥이 또는 결합쌍생아(結合 雙 - , 영어: conjoined twins) 또는 때때로 시암/샴 쌍둥이(영어: Siamese twins)는 몸의 일부가 붙은 채로 태어난 쌍둥이를 말한다. 생물학적으로 수정란이 불완전하게(덜) 분리된 일란성 쌍둥이를 말한다. 1811년, 시암(Siam, 태국의 옛 이름)에서 배가 붙은 채로 태어나 미국에서 명성을 얻은 창과 앵 벙커(Chang & Eng Bunker) 형제에서 명칭이 유래되었다.
결합 쌍둥이는 20만 번에 한 번 꼴로 태어나며, 절반은 사산된다. 산 채로 태어났다 해도 조기에 사망할 확률이 높으며, 분리 수술을 받는 경우도 있다. 결합 쌍둥이의 전체 사망률은 5~25% 사이이다. 결합 쌍둥이의 성비는 여성이 70-75% 정도로 높은 편이다.

## 여러 형태
- Thoracopagus : 두 몸이 흉부에서 결합되었다. 이 경우 심장도 관련되어 있다. 심장을 공유하는 경우에는 수술을 받든지 안받든지 장기 생존은 적다.(35~40%)

## 같이 보기
- 창과 앵 벙커